# ヘーズルトン郡区 (アイオワ州ブキャナン郡)
ヘーズルトン郡区は、アメリカ合衆国、アイオワ州、ブキャナン郡にある16の郡区の一つである。2000年の国勢調査で、人口は1733人だった。

## 地理
ヘーズルトン郡区は、94.2平方キロメートル（36.36平方マイル)で、Hazletonが含まれる。
非法人地域のBryantsburgもこの郡区に含まれる。アメリカ地質調査所によると、この郡区は Floral Hills Memorial GardensとFontanaとHazletonとKintとSaint Marysの5つの霊園が含まれる。